# Labioporella dumonti
Labioporella dumonti is een mosdiertjessoort uit de familie van de Steginoporellidae. De wetenschappelijke naam van de soort is, als Siphonoporella dumonti, voor het eerst geldig gepubliceerd in 1928 door Ferdinand Canu en Ray Smith Bassler.